# High Society (colonna sonora)
High Society è la colonna sonora del film Alta società di Cole Porter. In essa cantano Frank Sinatra, Louis Armstrong, Bing Crosby e Grace Kelly. L'opera è stata pubblicata nel 1956 dalla Capitol Records. Le tracce sono state arrangiate da Nelson Riddle, Conrad Salinger e Skip Martin.

## Le tracce
1. High society (Overture) - 3:29 - (Orchestra)
2. High society Calypso - 2:11 - (Louis Armstrong & His band)
3. Little one - 2:29 - (Bing Corsby)
4. Who wants to be a millionaire - 2:05 - (Sinatra, Holm)
5. True love - 3:05 - (Corsby, Kelly)
6. You're sensational - 3:51 - (Sinatra)
7. I love you Samantha - 4:29 - (Corsby)
8. Now you have jazz - 4:14 - (Corsby, Armstrong)
9. Well did you Evah - 3:45 - (Sinatra, Corsby)
10. Mind it I make love to you - 2:22 - (Sinatra)

## Musicisti
- Frank Sinatra - voce;
- Bing Crosby - voce;
- Grace Kelly - voce;
- Louis Armstrong - voce;
- Nelson Riddle - arrangiamenti;
- Conrad Salinger - arrangiamenti;
- Skip Martin - arrangiamenti;